# Ichapur
|  | Aquest article tracta sobre la vila d'Andhra Pradesh. Si cerqueu l'Ichapur de Bengala Occidental, vegeu «Ichapore». |

Ichapur (Ciutat del Desig) modernament escrit Ichhapur o Ichchapur, o Ichchapuram, Ichhapuram o Ichapuram, és un mandal, una ciutat i un municipi del districte de Srikakulam, a Andhra Pradesh, Índia19° 06′ 40″ N, 84° 44′ 10″ E / 19.11111°N,84.73611°E a uns 25 km al sud-oest de Berhampur la capital comercial d'Orissa. Figura al cens de 1871 amb 12.492, al de 1881 amb 5.528, al de 1901 amb 9.975 i al del 2001 amb 42.650. La seva importància deriva del fet que fou capital províncial. Les muntanyes Bodagiri estan a uns 10 km al sud-oest.
Hi ha un petit poble amb el mateix nom al districte de Bhadrak a Orissa, Índia on actualment només hi viuen 12 famílies (menys de 100 persones); aquesta població fou greument damnada per un cicló l'octubre de 1999.
Per serveis a dos dels subadars o nizams del Dècan, els francesos van obtenir el 1753 de Salabat Jang el circar (sarkar) de Chicacole, un dels cinc Circars del nord, que incloïa el territori on es troba Ichapur, en pagament de l'equipament francès i dels auxiliars; el 1757 De Bussy, que era una mena d'agent a Hyderabad, va haver d'anar personalment als Circars del Nord per imposar l'orde i el va dominar fins a Gumsur al sud-oest, però el 1758 fou cridat per Lally, governador general a Pondicherry, per ajudar en el setge de Madras; quan Bussy va deixar Chicacole, Robert Clive hi va enviar al coronel Forde amb una força reunida a Bengala. Forde va derrotar el successor del general Bussy, i va conquerir Masulipatam, quarter dels francesos, el gener de 1759. El subadar o nizam de Dècan va canviar de bàndol i va signar un tractat amb Forbe acceptant impedir la penetració francesa als Circars i cedint els Circars del Nord als britànics. Els francesos van haver d'evacuar la zona amb les seves factories al nord.
L'acord fou ratificar per l'emperador Shah Alam II el 12 d'agost de 1765, i un nou tractat amb el nizam Ali el 12 de novembre de 1766 va ratificar la cessió als britànics dels Circars del Nord. L'agost de 1768 Edward Cotsford va prendre possessió de'Ichapur com a primer britànic resident i va fundar una factoria i un petit fort. Llavors era anomenada Província d'Ichapur i va ser governada per residents, caps de consell, i col·lectors. El 1802 el territori al sud del riu Pundi fins prop de Chicacole, va ser establert com a districte amb el nom de Ganjam i capital a Ganjam. El 1803 la divisió de Chicacole amb el zamindari de Parlakimedi, fou incorporada al districte; un territori dins el districte va portar el nom d'Ichchapuram va formar un tahsil amb alguns zamindaris (vegeu: Ichchapuram) però n'estava exclosa la ciutat i rodalia. El 1804 els zamindaris foren confirmats en els seus dominis a perpetuïtat (però per impagament dels tributs o extincions de la nissaga alguns foren confiscats entre 1809 i 1850).

## Viles i pobles del mandal
Hi ha 21 pobles (panchayats) al Mandal d'Ichachapuram.
- Arakabadra
- Balakrishnapuram
- Birlangi
- Boddabada
- Burjapadu
- Dharmapuram
- Edupuram
- Haripuram
- Kedaripuram
- Keerthipuram
- Kesupuram
- Koligam
- Kothari
- Loddaputti
- Mandapalli
- Masakhapuram
- Mutchindra
- Paitari
- T. Berhampuram
- Telukunchi
- Tulasigam